# 壽山號巡防艦
壽山號巡防艦（英語：Shou Shan，PF-837），為中華民國海軍的山字級巡防艦之一，前身為美國海軍的克羅斯利級高速運輸艦克萊恩號。

## 艦歷
1966年初自美國海軍接收，初期命名為青山軍艦，舷號PF-37，後為慶祝時任中華民國總統蔣中正生日而易名為壽山軍艦。
1980年代後壽山號降等減裝，中華民國海軍將壽山軍艦由一級艦降為二級艦，艦長由上校階改為中校階，艦上武裝亦有所減少，但仍曾執行過護漁任務。
服役時期舷號先後為PF-37、PF-893、PF-937。
1997年3月16日壽山軍艦除役，2000年10月18日演習中當成靶船被空射擊沉成為魚礁。

## 資料來源
1. ↑  Per NavSource Online (at http://www.navsource.org/archives/10/04/04120.htm （页面存档备份，存于）)
2. ↑  Per the Dictionary of American Naval Fighting Ships (at http://www.history.navy.mil/danfs/k4/kline.htm （页面存档备份，存于）)

## 外部連結
- 中國軍艦博物館 台灣廳 （页面存档备份，存于）